# 吉田正昭
吉田 正昭（よしだ まさあき、1956年7月13日 - ）は、日本の実業家。株式会社ルネサンス代表取締役社長、日本フィットネス産業協会会長。

## 人物・経歴
大阪府高槻市出身。小中学校時代は水泳やサッカーなどスポーツに親しむ生活を送る。高等学校へ進学する際にはサッカー部に入りたかったが、サッカーが弱くフェンシングが強い学校であったので思い切ってフェンシングをやることにしたという。
京都産業大学経済学部に入学し、フェンシング部に入部。大学時代は主将を務め、関西学生フェンシング選手権大会（フルーレ団体）で初優勝を果たすなど主力選手として活躍した。その縁もあって京都産業大学フェンシング部にルネサンス名義でスポーツウェア（ジャージ）を提供している。
1979年に大学卒業後、ピープル（現コナミスポーツクラブ）入社。水泳のコーチなどを務める。コナミスポーツクラブの専務を務めた後、2004年にルネサンスへ転じる。
ルネサンス転職後は同社執行役員と営業本部の副本部長・本部長を務め、2011年4月1日付で社長に就任。2016年から日本フィットネス産業協会会長。2020年4月1日付でルネサンス社長職を退任した。